# Ebbw Vale

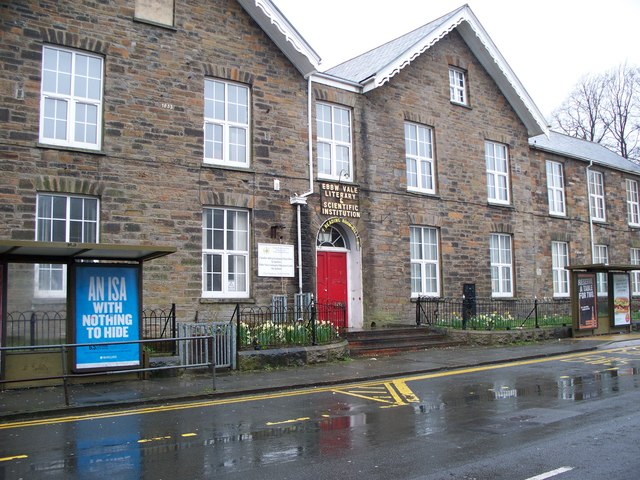
L'edificio dell'Ebbw Vale Literary and Scientific Institute

Ebbw Vale (in gallese: Glyn Ebwy; 18 000 ab. ca.) è una città del Galles sud-orientale il più grande centro del distretto di contea di Blaenau Gwent (contea storica: Monmouthshire), situato lungo il corso iniziale del fiume Ebbw Fawr, affluente del fiume Ebbw (da cui il nome), e ai piedi delle Brecon Beacons.
Dal punto di vista amministrativo nel 2010, la comunità di Ebbw Vale fu divisa in Ebbw Vale North e Ebbw Vale South.
La località vanta un passato minerario, in particolare per l'estrazione del carbone.

## Geografia fisica

### Collocazione
Ebbw Vale è situata poco a sud del parco nazionale delle Brecon Beacons e si trova a circa 50 km a nord di Cardiff e a circa 35 km a nord di Newport.

## Società

### Evoluzione demografica
Al censimento del 2001, Ebbw Vale contava una popolazione pari a 18 558 abitanti.

## Storia
Le prime notizie certe di insediamenti in zona si hanno a partire dal 1346.
Tra il 1778 e il 1790 furono create le prime miniere, che contribuirono alla crescita - nel secolo successivo - della popolazione della città, che alla fine del XVIII secolo contava solamente 140 abitanti. Intorno al 1815, si contavano così già 1 200 abitanti. È stata al centro di una inchiesta della giornalista Carole Cadwalladr sulla Brexit, Facebook e le fake news.

## Sport
- Ebbw Vale RFC, squadra di rugby
- Ebbw Vale Football Club, squadra di calcio